# Jurnaya
Jurnaya (tiếng Ả Rập: جرنايا, cũng đánh vần là Jernaya) là một ngôi làng ở phía bắc Syria nằm về phía tây bắc của Homs ở tỉnh Homs. Theo Cục Thống kê Trung ương Syria, Jurnaya có dân số 340 người trong cuộc điều tra dân số năm 2004. Cư dân của nó chủ yếu là Alawites.